# 文杜爾 (阿肯色州)
文杜爾（英語：Vendor）是位於美國阿肯色州牛頓縣的一個非建制地區。該地的面積和人口皆未知。

## 地理
文杜爾的座標為35°56′50″N 93°04′39″W / 35.94722°N 93.07750°W，而該地的平均海拔高度為236米（即774英尺）。